# Коледж Леді Браборн
22°32′44″ пн. ш. 88°22′10″ сх. д. / 22.545488888889° пн. ш. 88.369538888889° сх. д.
Коледж Леді Браборн (Lady Brabourne College, LBC) — один із найкращих закладів жіночої освіти в Колкаті (Індія). Коледж присуджує ступені Університету Калькутти. Це державний коледж, який знаходиться в одному з найбільш космополітичних районів міста.

## Історія
Коледж Леді Браборн був заснований в липні 1939 року в орендованому будинку в Парк-Цирку в Калькутті (нині Колката) за ініціативою тодішнього прем'єр-міністра Бенгалії А. К. Фазлула Хака. Заклад названий на честь Дорін, баронеси Браборн, англо-ірландської аристократки, яка була дружиною 5-го барона Браборна, тодішнього губернатора Бенгалії. Лорд Браборн помер 23 лютого 1939 року. Наступний губернатор сер Джон Герберт заклав камінь у фундамент коледжу 26 серпня 1939 року. У коледжі було 50 відсотків зарезервованих місць для мусульманських жінок, а решта — для індусів, парсів, сикхів, джайнів та інших етнічних спільнот. Гуртожиток спершу надавався виключно мусульманкам, але через нестачу мусульманських студенток, його почали надавати індуїсткам. У 2017 році коледж отримав повноваження присуджувати ступінь доктора філософії (Ph.D.).

## Відомі випускники та викладачі

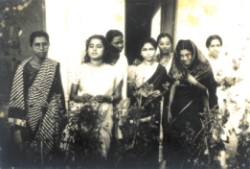
Студенти коледжу Леді Браборн у 1948 році

- Арундхаті Бхаттачар'я
- Арундаті Ґош
- Асіма Чаттерджі
- Беггзаді Махмуда Насір
- Гурі Дхармапал
- Гелена Хан
- Джаханара Імам
- Коена Мітра
- Рімі Б. Чаттерджи
- Рітупарна Сенгупта
- Сієда Сакіна Іслам
- Індрані Сен
- Шрабані Сен
- Сусміта Басу Маджумдар